# Beli orlovi
Beli orlovi (srbsky Бели орлови, česky Bílí orli), také známí jako Mstitelé (srbsky Осветници, latinkou Osvetnici), byla srbská polovojenská skupina spojená se Srbskou národní obnovou (SNO) a Srbskou radikální stranou (SRS). Bílí orli bojovali v Chorvatsku a Bosně a Hercegovině během jugoslávských válek.
V obžalobě Mezinárodního trestního tribunálu pro bývalou Jugoslávii Vojislava Šešelje z roku 2003 je skupina zahrnuta jako údajná strana ve společném zločinném podniku (Joint criminal enterprise - JCE) etnických čistek, kterého se údajně Šešelj jako vůdce SRS účastnil. V obžalobě je skupina označena jako „dobrovolné jednotky včetně ‚Četniků‘ nebo jako Šešeljevci“ (cyrilicí: Шешељевци). Toto spojení Šešelj popřel. 31. března 2016 ho ICTY v prvoinstančním verdiktu ve všech bodech obžaloby zprostil obžaloby. Tento rozsudek platí dodnes, mimo nesouvisejícího odsouzení nástupce (International Residual Mechanism for Criminal Tribunals - Mezinárodní zbytkový mechanismus pro trestní tribunály) za podněcování k deportaci Chorvatů z srbské vesnice Hrtkovci.
Polovojenskou skupinu Bílých orlů založili na konci roku 1990 Dragoslav Bokan a Mirko Jović. Skupina se rozdělila na různé frakce, když se Bokan a Jović v roce 1992 vydali svou vlastní cestou. Jović volal po „křesťanském, pravoslavném Srbsku bez muslimů a nevěřících“. Šešelj uvádí, že skupinu založil Jović, ale vymkla se mu kontrole. Podle Šešelje operovali Bílí orli a Arkanovi tygři s pomocí jugoslávské kontrarozvědky.
V prosinci 2010 skupina nazvaná „Bílí orli“ (srbsky: Бели Орлови/Beli Orlovi) převzala odpovědnost za zabití kosovského bosňáckého vůdce Šefka Salkoviće na severu Kosova. Skupina také převzala odpovědnost za obstrukce volebního procesu v severní Kosovské Mitrovici a také za útok na jednotky KFOR.

## Válečné zločiny
| „                                                              | Polovojenské jednotky jsou zodpovědné za některé z nejbrutálnějších aspektů „etnické čistky“. Dvě z jednotek, které sehrály hlavní roli v kampani „etnické čistky“ v BaH, „Četnici“ spojení s Vojislavem Šešeljem a „Tygři“ spojení s Željko Ražnatovićem (Arkanem), působili také v Republice Srbsko. Šešeljovi stoupenci údajně vedli kampaně „etnických čistek“ proti etnickým menšinám v srbských provinciích Vojvodina a Kosovo. | “ |
| — Zpráva Komise OSN o etnických čistkách v Bosně a Hercegovině | |   |

Svědectví u Mezinárodního tribunálu pro válečné zločiny naznačuje, že Bílí orli byli zodpovědní za řadu zvěrstev během chorvatské a bosenské války, včetně: masakru ve Voćinu, masakru ve Višegradě, zločinů ve Foči, Gacku a dalších. Různí členové Bilých orlů byli Tribunálem obžalováni. Mitar Vasiljević dostal patnáctiletý trest. Bývalý šéf Milan Lukić dostal doživotí za své válečné zločiny, mezi které patří vraždy mužů, žen a dětí. Bylo také hlášeno, že Bílí orli řídili detenční tábor v Liješće poblíž Bosenského Brodu.